# فلسطين (مقاطعة ويرت)
فلسطين - بالستاين هي منطقة فردية تقع في مقاطعة ويرت، ولاية فيرجينيا الغربية، الولايات المتحدة. تقع عند التقاء نهر كاناوا الصغير والرافد ريدي كريك، عند ، على ارتفاع 682 قدماً (208 م). رمزها البريدي هو 26160. سميت المنطقة على اسم فلسطين.
قبل عام 1905، كان اسم مكتب البريد فيها ريدي ريبل، لتمييز اسمه عن مجتمع آخر يحمل الاسم نفسه "فلسطين" في مقاطعة ماريون (فرجينيا الغربية)؛ اشتُقّ الاسم "ريدي ريبل" من من تراكم الحصى في نهر ليتل كاناوا عند مصب نهر ريدي كريك. كتسبت منطقة فلسطين شهرةً عام 2003 لكونها مسقط رأس جيسيكا لينش.
أدرجت كنيسة بفالو الواقعة بالقرب من فلسطين في السجل الوطني للأماكن التاريخية عام 1990.